# By församling
Denna artikel handlar om By församling i Västerås stift. För den tidigare församlingen med samma namn i Värmland, se By församling, Karlstads stift.
By församling är en församling i Tuna kontrakt i Västerås stift. Församlingen ligger i Avesta kommun i Dalarnas län. Församlingen ingår i By-Folkärna pastorat.

## Administrativ historik
By församling har medeltida ursprung. Församlingen var mellan 1940 och 1 juli 1991 uppdelad i två kyrkobokföringsdistrikt: By kyrkobokföringsdistrikt (200102, från 1967 208403) och Horndals kyrkobokföringsdistrikt (200101, från 1967 208402). Församlingen utgjorde till 2014 ett eget pastorat. Från 2014 ingår församlingen i By-Folkärna pastorat.

## Kyrkor
- By kyrka
- Horndals kyrka